# Gare de Baherove
La gare de Baherove (en ukrainien : Станція Багерове ; russe : Станция Багерово) est une gare ferroviaire de Crimée située sur le territoire de la ville de Baherove,.

## Situation ferroviaire
C'est un important nœud ferroviaire qui relie Kertch à Djankoï, au sud et l'est de la péninsule.

## Histoire
La gare fut mise en service en 1900. Elle relis la gare au port de Taman qui a ouvert en 2009 à travers le pont de Crimée.